# Georg Johann Simon Dreves
 Georg Johann Simon Dreves (* 1. Mai 1774 in Döbbersen; † 31. Dezember 1832 in Hoikendorf) war ein deutscher Theologe und Pädagoge.

## Leben
Georg Dreves war einer der Söhne des Pastors in Döbbersen und späteren Präpositus in Boizenburg Simon Peter Christian Dreves (1744–1814). Er besuchte die Stadtschule in Boizenburg und die Domschule Schwerin, bevor er 1791 sein Studium der Theologie, der Philosophie und Ästhetik an der Universität Jena aufnahm.
Nach dem Studium war seine erste Anstellung die eines Hauslehrers bei dem mecklenburg-schwerinschen Hausmarschall von Both in Ludwigslust, wo er 1798 Konrektor der Schule wurde. Dreves wurde 1803 Prediger an der Dorfkirche Kalkhorst und gab diese Stelle 1826 aus gesundheitlichen Gründen auf. Er zog nach Lübeck um und erhielt in seiner Lübecker Zeit den Titel eines mecklenburg-schwerinschen Kirchenrats. 1828 erwarb er das Gut Hoikendorf bei Grevesmühlen, wo er auch verstarb.
Der Botaniker Johann Friedrich Peter Dreves, der Landsyndikus Detlev Friedrich Dreves sowie der Hamburger Kaufmann und Kommissionsrat Johann Karl Dreves waren seine Brüder. Der Dichterjurist Leberecht Dreves war sein Neffe.

## Schriften
- Resultate der philosophischen Vernunft über die Natur des Vergnügens, der Schönheit und der Erhabenheit, Leipzig 1793
- Jean Louis Lévesque de Pouilly: Theorie der angenehmen Empfindungen, Akademische Buchhandlung, Jena 1793 (deutsche Übersetzung)
- Resultate der philosophischen Vernunft über die Natur der Sittlichkeit, 2 Bände, Leipzig 1797/1798